# Zale lapidari
Zale lapidari là một loài bướm đêm trong họ Erebidae.